# Cronobacter sakazakii
Cronobacter sakazakii (antes llamada Enterobacter sakazakii) es una bacteria gram negativa que pertenece al género Cronobacter, de la familia de las Enterobacteriaceae. Comprende grupos bacterianos halladas en el intestino humano y animal y en el medio ambiente; la transmisión al organismo es vía oral, por contacto directo o a través de los alimentos. Este microorganismo se ha relacionado con brotes de meningitis y enteritis, en especial en los lactantes.
En los escasos brotes relatados, se observó una mortalidad del 20% al 50% de los lactantes que contrajeron la enfermedad. Los lactantes sobrevivientes presentaron complicaciones duraderas severas incluyendo trastornos neurológicos. Las consecuencias ligadas a la morbilidad en adultos parecería ser significativamente más leve.